# Hypolepis alpina
Hypolepis alpina là một loài thực vật có mạch trong họ Dennstaedtiaceae. Loài này được (Blume) Hook. miêu tả khoa học đầu tiên năm 1852.